# Greatest Hits (álbum de The Cure)

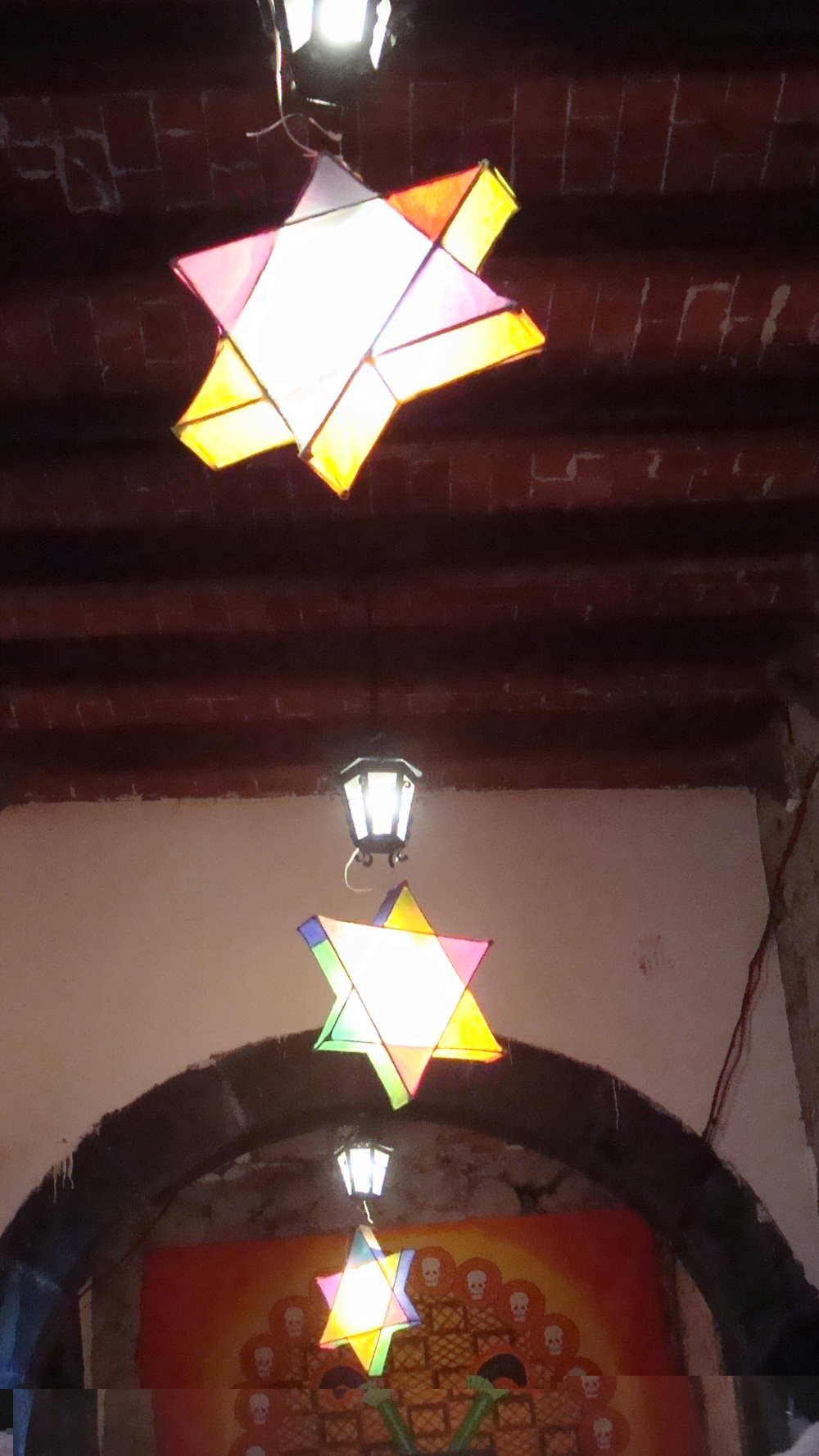
Greatest Hits fue el disco recopilatorio que la banda The Cure editó con Fiction Records a modo de despedida con su discográfica desde sus inicios musicales. Robert Smith eligió personalmente los temas que lo integrarían a condición de editarlo. Foto: Estrellas de papel colgando del techo el Día de Muertos en México; se eligió el icono de estrellas colgando de hilos como grafismo para ilustrar el álbum entero.

Greatest Hits es un álbum recopilatorio de la banda británica de rock alternativo, The Cure. Fue lanzado al mercado en 2001.

## Antecedentes
En el año 2000, la relación de la banda con su sello histórico Fiction finalizó. The Cure tenía la obligación contractual de grabar un álbum final. Robert Smith acordó con el sello que este álbum sería un Greatest Hits, a condición de que le dejaran elegir a él mismo la lista de canciones a incluir. Es por ello que este álbum recoge sencillos de toda la carrera de The Cure y no se concentra en etapas específicas.

## Versiones en acústico
En un esfuerzo por satisfacer a los fanes "históricos" de la banda (quienes probablemente poseían ya todas las canciones de este álbum), y para hacerlo más atractivo, Smith reunió al grupo (incluyendo al exbaterista Boris Williams) para grabar de nuevo versiones acústicas de los mayores éxitos. El disco de versiones acústicas aparece como un disco extra en una primera edición especial de este Greatest Hits.

## Edición en DVD
Greatest Hits fue lanzado igualmente en formato DVD. La lista de canciones es similar a la de la edición norteamericana del CD, con la excepción de «The Caterpillar», «Pictures of You» y «Close to Me (Closest Mix)» que aparecen como huevos de Pascua escondidos. Seis de las interpretaciones acústicas también se incluyen en este DVD.

## Posiciones y certificaciones
| Año  | Lista | Posición | Certificación |
| ---- | ----- | -------- | ------------- |
| 2001 | UK    | 33       | —             |
| 2001 | USA   | 58       | —             |
| 2001 | AUS   | 27       | Disco de Oro  |
| 2001 | AUT   | 34       | —             |
| 2001 | ALE   | 22       | —             |
| 2001 | NOR   | 24       | —             |
| 2001 | SUE   | 48       | —             |
| 2001 | SUI   | 24       | —             |

## Listado de canciones
| Disco uno - Greatest Hits |                                       |          |  |
| N.º                       | Título                                | Duración |  |
| 1.                        | «Boys Don't Cry»                      | 2:42     |  |
| 2.                        | «A Forest» (versión corta)            | 4:44     |  |
| 3.                        | «Let's Go to Bed»                     | 3:34     |  |
| 4.                        | «The Walk» (*)                        | 3:26     |  |
| 5.                        | «The Lovecats»                        | 3:40     |  |
| 6.                        | «The Caterpillar» (*)                 | 3:42     |  |
| 7.                        | «In between Days»                     | 2:48     |  |
| 8.                        | «Close to Me (Closest Mix)»           | 3:42     |  |
| 9.                        | «Why Can't I Be You»                  | 3:14     |  |
| 10.                       | «Just Like Heaven»                    | 3:32     |  |
| 11.                       | «Lullaby» (mezcla del sencillo)       | 4:11     |  |
| 12.                       | «Lovesong»                            | 3:28     |  |
| 13.                       | «Pictures of You» (*)                 | 4:49     |  |
| 14.                       | «Never Enough» (versión del sencillo) | 2:42     |  |
| 15.                       | «High»                                | 3:35     |  |
| 16.                       | «Friday I'm in Love»                  | 3:35     |  |
| 17.                       | «Mint Car»                            | 3:29     |  |
| 18.                       | «Wrong Number» (mezcla del sencillo)  | 6:01     |  |
| 19.                       | «Cut Here»                            | 4:10     |  |
| 20.                       | «Just Say Yes»                        | 3:29     |  |

- (*) En la versión británica del CD, se ha retirado «The Walk», y se han incluido «The Caterpillar» y «Pictures of you».

| Discos dos – Versiones en acústico |                                         |          |  |
| N.º                                | Título                                  | Duración |  |
| 1.                                 | «Boys Don't Cry» (versión acústica)     | 3:03     |  |
| 2.                                 | «A Forest» (versión acústica)           | 4:52     |  |
| 3.                                 | «Let's Go to Bed» (versión acústica)    | 3:34     |  |
| 4.                                 | «The Walk» (versión acústica)           | 3:26     |  |
| 5.                                 | «The Lovecats» (versión acústica)       | 3:48     |  |
| 6.                                 | «Inbetween Days» (versión acústica)     | 3:01     |  |
| 7.                                 | «Close to Me» (versión acústica)        | 3:44     |  |
| 8.                                 | «Why Can't I Be You» (versión acústica) | 3:29     |  |
| 9.                                 | «Just Like Heaven» (versión acústica)   | 3:35     |  |
| 10.                                | «Lullaby» (versión acústica)            | 4:12     |  |
| 11.                                | «Lovesong» (versión acústica)           | 3:30     |  |
| 12.                                | «Never Enough» (versión acústica)       | 4:46     |  |
| 13.                                | «High» (versión acústica)               | 3:41     |  |
| 14.                                | «Friday I'm Love» (versión acústica)    | 3:31     |  |
| 15.                                | «Mint Car» (versión acústica)           | 3:27     |  |
| 16.                                | «Wrong Number» (versión acústica)       | 5:55     |  |
| 17.                                | «Cut Here» (versión acústica)           | 4:13     |  |
| 18.                                | «Just Say Yes» (versión acústica)       | 3:29     |  |